# Dino Monduzzi
 (janvier 2024).
Si vous disposez d'ouvrages ou d'articles de référence ou si vous connaissez des sites web de qualité traitant du thème abordé ici, merci de compléter l'article en donnant les références utiles à sa vérifiabilité et en les liant à la section « Notes et références ».
Dino Monduzzi, né à Brisighella, dans la province de Ravenne en Émilie-Romagne, le 2 avril 1922 et mort le 13 octobre 2006, est un cardinal italien de la Curie romaine, préfet de la Maison pontificale de 1986 à 1998. 

## Biographie

### Prêtre
Ordonné prêtre le 22 juillet 1945 pour le diocèse de Faenza, Dino Monduzzi a obtenu un doctorat en droit in utroque jure à l'université pontificale du Latran.
Il a accompli diverses missions dans le domaine social en Calabre et en Sicile. 
En 1959, il rejoint la Curie romaine, au service du pape Jean XXIII puis de Paul VI qui le nomme en 1967 régent du Palais apostolique.

### Évêque
Le 18 décembre 1986, il est nommé évêque titulaire (ou in partibus) de Capri (de) et préfet de la Maison pontificale. Il est consacré le 6 janvier 1987 par le pape Jean-Paul II en personne.
À la tête de la Maison pontificale, il a participé à l'organisation de 268 visites pontificales dans des paroisses romaine et de 130 visites en dehors de Rome.
Il se retire de ses fonctions de préfet le 7 février 1998 à l'âge de 75 ans.

### Cardinal
Il est créé cardinal lors du consistoire du 21 février 1998 avec le titre de cardinal-diacre de S. Sebastiano al Palatino.
Il meurt le 13 octobre 2006.